# Sauce ciego, mujer dormida
Sauce ciego, mujer dormida (めくらやなぎと眠る女 Mekurayanagi to nemuru onna?) es una colección de cuentos del autor japonés Haruki Murakami, compuesta por veinticuatro relatos independientes que el escritor ha reunido en 2006 bajo el nombre de su relato «Sauce ciego, mujer dormida» de 1983/1995.
Los relatos mezclan realidad con ficción y están inspirados en objetos o situaciones insignificantes, cotidianas, a los que se cambia completamente el contexto para desarrollar todo un escenario nuevo para los mismos.
Contiene un prólogo del propio autor donde hace una cantidad de alusiones a los procesos creativos entre sus cuentos y sus novelas.

## Cuentos incluidos
- Sauce ciego, mujer dormida
- La chica del cumpleaños
- La tragedia de la mina de carbón de Nueva York
- Avión... o cómo hablaba él a solas como si recitara un poema
- El espejo
- El folclore de nuestra generación: prehistoria del estadio avanzado del capitalismo
- El cuchillo de caza
- Un día perfecto para los canguros
- Somorgujo
- Los gatos antropófagos
- La tía pobre
- Náusea, 1979
- El séptimo hombre
- El año de los espaguetis
- Tony Takitani
- Conitos
- El hombre de hielo
- Cangrejo
- La luciérnaga
- Viajero por azar
- Hanalei Bay
- En cualquier lugar donde parezca que esto pueda hallarse
- Una piedra con forma de riñón que se desplaza día tras día
- El mono de Shinagawa

## Cita del prólogo
Por decirlo de la forma más sencilla posible, para mí escribir novelas es un reto; escribir cuentos, un placer. Si escribir novelas es como plantar un bosque, entonces escribir cuentos se parece más a plantar un jardín.

## Ediciones en castellano
- 2008, Tusquets Editores, ISBN 978-84-8383-047-5
- 2008, Círculo de Lectores, ISBN 978-84-672-3056-7

- Datos: Q3235678